# Dracula (film, 2025)
Pour les articles homonymes, voir Dracula (homonymie).
Pour plus de détails, voir Fiche technique et Distribution.
Dracula est un film franco-britannique écrit et réalisé par Luc Besson et sorti en 2025. Il s'agit d'une adaptation du roman Dracula de Bram Stoker.

## Synopsis
En 1408, en Roumanie, le prince Vladimir se détourne de Dieu après la mort de sa femme bien-aimée et est transformé en vampire. Il va alors se lancer à la recherche de sa réincarnation à travers le monde. Plus de 400 ans plus tard, au XIXe siècle, il retrouve à Paris une jeune femme ressemblant à sa défunte épouse

## Fiche technique
Sauf indication contraire, les informations mentionnées dans cette section peuvent être confirmées par la base de données cinématographiques IMDb,  présente dans la section « Liens externes ».
- Titre original : Dracula
- Titre de travail : Dracula: A Love Tale
- Réalisation et scénario : Luc Besson, d'après le roman Dracula de Bram Stoker
- Musique : Danny Elfman
- Décors : Hugues Tissandier
- Costumes : Corinne Bruand
- Photographie : Colin Wandersman
- Production : Virginie Besson-Silla
- Sociétés de production : LBP Productions et EuropaCorp
- Société de distribution : SND[2] (France)
- Budget : 45 millions d'euros[3]
- Pays de production :  France,  Royaume-Uni
- Langue originale : anglais
- Format : couleur
- Genre : fantastique, romance, horreur
- Durée : 129 minutes
- Date de sortie[4] : 
  - France : 30 juillet 2025[2]
- Classification :
  - France : Interdit aux moins de 12 ans[5]

## Distribution
- Caleb Landry Jones (VF : Marc Arnaud) : le prince Vladimir / Dracula
- Christoph Waltz (VF : Bernard Gabay) : le prêtre
- Matilda De Angelis (VF : Chloé Berthier) : Maria
- Zoë Bleu (VF : Victoria Grosbois) : Elisabeta / Mina
- Ewens Abid (VF : Gauthier Battoue) : Jonathan Harker
- David Shields (VF : Kester Lovelace) : Henry Spencer
- Haymon Maria Buttinger (VF : Paul Borne) : le cardinal
- Ivan Franěk : le capitaine
- Guillaume de Tonquédec : le docteur Dumont
- Raphael Luce : l'employé
- Bertrand-Xavier Corbi : Capitaine Targol

## Production

### Genèse et développement
En février 2024, il est annoncé que Luc Besson va écrire et réaliser une nouvelle adaptation du roman Dracula de Bram Stoker publié en 1897. Alors intitulé Dracula: A Love Tale, le projet est présenté au European Film Market en marge de la Berlinale 2024,. Il est précisé qu'il bénéficie d'un budget important. C'est même le film français le plus cher de 2025. 
Selon Luc Besson, le point de départ du projet est une discussion avec l'acteur Caleb Landry Jones, qu'il a dirigé dans DogMan (2023), à propos des personnages potentiels qu'il pourrait incarner. Après avoir évoqué Dracula, le cinéaste a décidé d'écrire le scénario. Luc Besson précise ensuite qu'il a voulu que son film se concentre sur les aspects romantiques du livre (ce qui n'est, en réalité, pas dans le roman) : « Quand vous lisez le livre, pour moi, la partie la plus intéressante est cet homme qui va attendre pendant des siècles et des siècles de revoir sa femme. Pour moi, c’est l’histoire d’amour ultime. »

### Attribution des rôles
En février 2024, Caleb Landry Jones et Christoph Waltz sont annoncés dans les rôles principaux.
En avril 2024, les actrices Zoë Bleu (fille de Rosanna Arquette) et Matilda De Angelis sont annoncées dans les rôles respectifs de Elisabeta / Mina et de Maria. Ces deux personnages étaient incarnés par Winona Ryder et Sadie Frost dans Dracula (1992) de Francis Ford Coppola (l'amie de Mina s’appelait Lucy dans cette version et dans le roman original).

### Tournage
Le tournage débute le 27 mars 2024 en Laponie en Finlande, ainsi qu'en Cajanie. Il se déroule également en France : à Paris (Palais-Royal) dans les studios Darkmatters à Tigery dans l'Essonne et dans le Jura. Les prises de vues doivent durer jusqu'à juillet 2024.

### Postproduction
Les effets visuels sont réalisés par MPC Paris, sous la supervision de Laurent Creusot. Le studio a livré 656 plans truqués, mobilisant 162 artistes et techniciens. La production VFX a été encadrée par Nicolas Nepveu et Alice Neichols.

### Musique
En septembre 2024, il est annoncé que Danny Elfman composera la musique du film,. Il s'agit de sa première collaboration avec Luc Besson, qui travaillait jusque-là principalement avec Éric Serra.

## Sortie et accueil

### Critique
En France, le site Allociné propose une moyenne spectateurs de 3.4/5. Pour la presse, la moyenne est à 3.0/5 d'après l'interprétation de 19 critiques.

### Box-office
Lors de sa première journée d’exploitation, le film comptabilise 49 622 entrées, sans avant-première, soit le 3e meilleur score de 2025 pour une production française et sans tenir compte des avant-premières, derrière God Save the Tuche de Jean-Paul Rouve (100 567 entrées) et Un ours dans le Jura de Franck Dubosc (60 225 entrées).
| Pays ou région | Box-office      | Date d'arrêt du box-office | Nombre de semaines |
| -------------- | --------------- | -------------------------- | ------------------ |
| France         | 405 830 entrées | en cours                   | 2                  |
| Total mondial  |                 | -                          | -                  |